# Grenen (Denemarken)

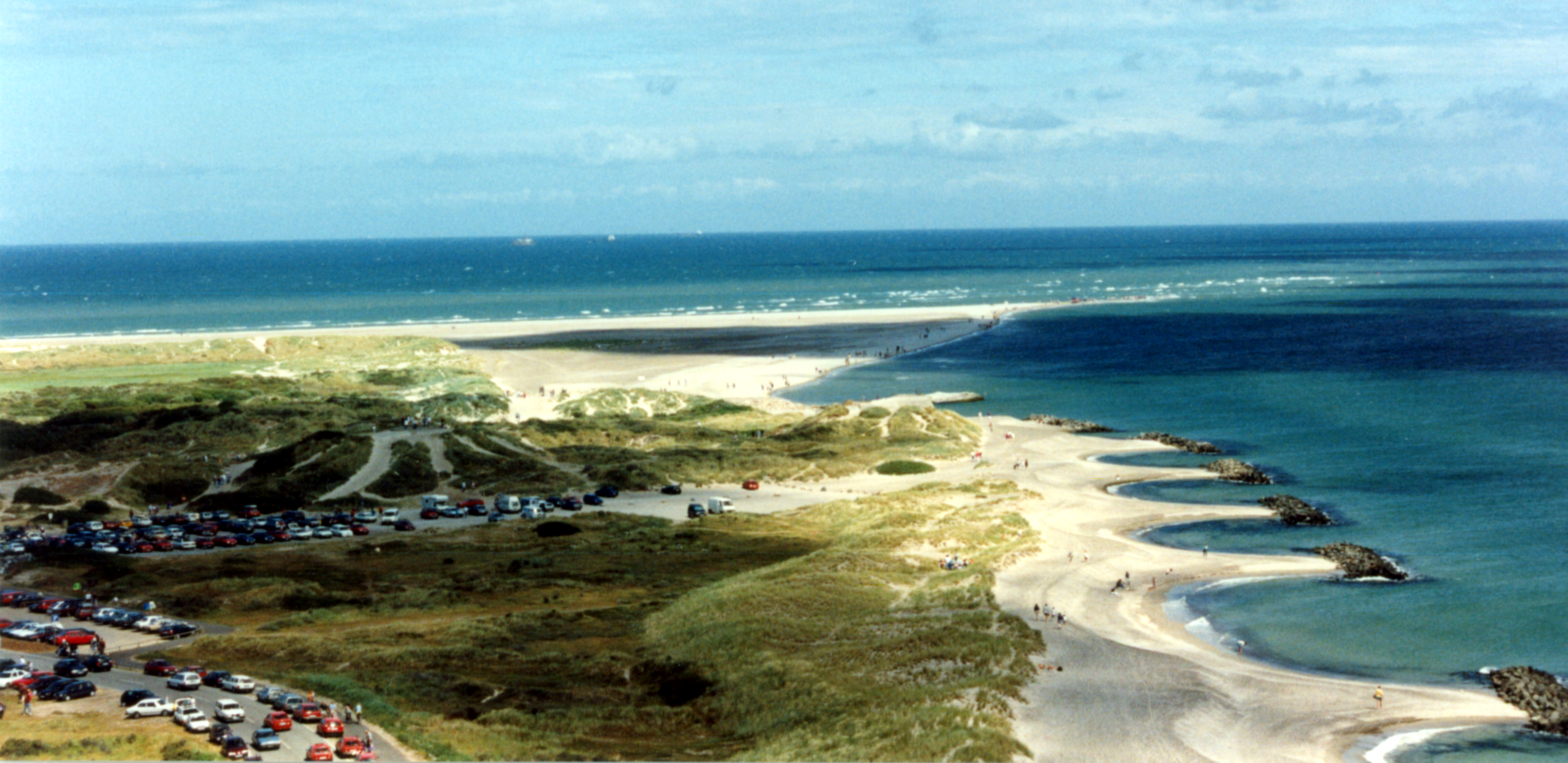
Grenen, gezien vanaf de vuurtoren van Skagen

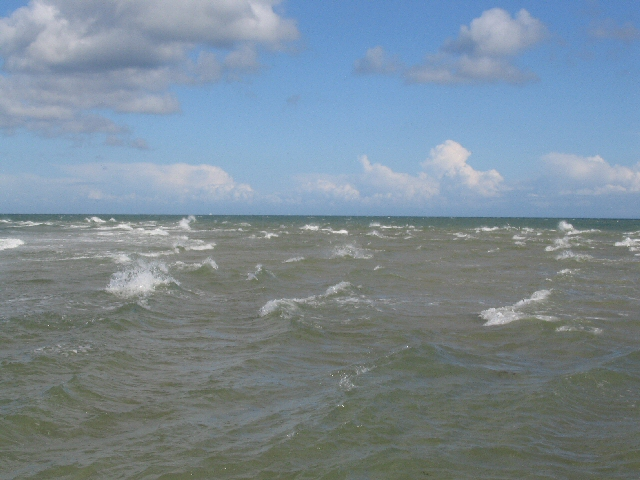
Golven van het Skagerrak (links) en Kattegat (rechts) beuken op elkaar bij Grenen

Grenen is het uiteinde van de landtong Skagens Odde aan de noordoostkust van het eiland Vendsyssel-Thy in Jutland, die het noordelijkste punt van Denemarken bevat (enige honderden meters ten noordwesten van Grenen). Grenen zelf is meer oostwaarts gericht.
Grenen is ontstaan door verplaatsing van zand langs de westkust van Jutland, en groeit circa 10 meter per jaar in noordoostelijke richting (in de richting van Zweden).
Bij Grenen ontmoeten het Skagerrak en het Kattegat elkaar. Dit is duidelijk te zien aan de golven, die van weerskanten komen en na Grenen tegen elkaar botsen. Vanwege de sterke stroming bij Grenen is het streng verboden er te zwemmen.
Jaarlijks wordt Grenen door meer dan een miljoen toeristen bezocht, waarmee het een van de populairste bezienswaardigheden in Denemarken is. Ten zuiden van Grenen ligt de meest noordelijke plaats van het land, Skagen.